# 銀座天一
銀座天一（ぎんざてんいち、英: Ginza Ten-ichi）は、東京都中央区銀座に本店を構える天ぷら料理の老舗。天一では天ぷらのことを「天冨良」と称している。略称として「天一（てんいち）」と呼ばれる。日本全国に店舗を持ち、持ち帰り店も複数営業している。

## 概要
1930年（昭和5年）10月、矢吹勇雄が日本橋人形町で創業した。2年後の1932年（昭和7年）7月、銀座西八丁目銀座通りの資生堂横を西に入った現在の外堀通りの角に移転。当時の天ぷら屋にはなかった新機軸を打ち出し、好評を博していった。
新機軸の最初は、夏場の営業である。客の目前で揚げる天ぷら屋は、暑さを避けるために夏場は休業するのが当時の常識だった。矢吹は店舗にクーラーを設置することで夏場でも営業を可能とし、通年営業することで顧客が定着していった。現在も若鮎、茗荷、穴子といった旬のたねを提供している。次はコーン油の使用である。当時の天ぷら屋では胡麻油を使用していたが、天一のコーン油で揚げた天ぷらは軽くて新しい食感を提供した。最後に食材である。天ぷらといえば魚介類が当然だという職人が多かった当時、さまざまな野菜天を提供した。
戦前戦後を通じ、政財官の高官や銀座という土地柄あまたの文化人たちが店に足を運んだ。また彼らに同伴して来店した外国人要人も多く、日本を代表する天ぷら屋となった。アメリカ大統領在任中であったビル・クリントンが訪問し椎茸天の旨さに魅せられ、離任後にも再訪したほどであったという。
天一の由来は、字が下手だった矢吹が一生書き続けなければない屋号に、天ぷらの「天」と簡単な文字である漢数字の「一」を組み合わせたものであるという。のちに唐の顔真卿の拓本「天一山」なる額を店の看板としている。
現在では本店の他に24の支店がある。また群馬県みなかみ町に天一美術館を設置し、矢吹のコレクションを展示している。

## 不祥事
- 2023年8月31日、「天一 銀座三越レストラン店」において、漂白剤に含まれる次亜塩素酸ナトリウムが入った水を韓国客に提供して[7]食中毒を起こした。東京都中央区の保健所が、9月8日から4日間の営業停止処分を科した[8]。